# Radioactive (альбом Yelawolf)
Radioactive (також відомий як Radioactive: Amazing and Mystifying Chemical Tricks) — другий студійний альбом (перший випущений на мейджор-лейблі) американського репера Yelawolf, виданий 21 листопада на Interscope Records та Shady Records. Реліз дебютував на 27-ій сходинці чарту Billboard 200 з результатом у 41 тис. проданих копій за перший тиждень. Станом на квітень 2015 наклад у США становив 208 тис.

## Передісторія
Під час інтерв'ю Yelawolf заявив, що він записав майже всі треки у Лас-Вегасі, штат Невада, за 2 тижні. Початкова дата виходу: 27 вересня, пізніше її перенесли на 25 жовтня, а потім — на 21 листопада.

## Музика, стиль та тексти
Radioactive охоплює безліч різних стилів хіп-хопу. «Radioactive Introduction», «Throw It Up», «Get Away» і «Slumerican Shitizen» — хардкор-реп, «Growin' Up in the Gutter» — гороркор, «Hard White (Up in the Club)» — кранк, «Write Your Name» та «Radio» — поп-реп. «Animal» — пісня із швидким темпом і дабстеповим бітом. У «Good Girl» відчувається вплив R&B, у той час як у «The Hardest Love Song in the World» — джі-фанку. Тематика текстів пісень також різноманітна: ґанґста-реп у «Get Away» та «Throw It Up», соціально-свідомі й політичні мотиви в «Made in the USA», «Slumerican Shitizen», «Write Your Name» та «The Last Song». У «Radio» йде мова про те, яку роль відіграє інтернет в донесенні музики й відеокліпів до прихильників і про те, що радіостанції постійно ставлять в етер одні й ті ж самі композиції, тому нових артистів знаходять здебільшого у мережі. У треці репер згадує хіп-хоп і рок-виконавців, їхні пісні з минулого. «The Last Song» є своєрідним, дуже емоційним листом відсутньому біологічному батьку, у композиції описано особисте життя Yelawolf, проблеми, з якими йому довелося зіткнутися.

## Сингли й відеокліпи
3 серпня анонсували реліз 8 серпня першого синглу «Hard White (Up in the Club)». Прем'єра відеокліпу відбулась 20 вересня на VEVO-каналі репера. Відео зняли в Атланті. Режисер: Motion Family. 2 листопада оприлюднили ремікс з участю T.I. та Slaughterhouse. Другим окремком стала пісня «Let's Roll».
На «Growin' Up in the Gutter» існує 12-хвилинний короткометражний горор-фільм «Gutter». Прем'єра відбулась 4 липня 2012 р. Режисери: Тайлер Клінтон і Yelawolf, зазначений як Майкл Вейн.

## Список пісень
| #   | Назва                                            | Автор                                                                                     | Продюсер(и)                                | Тривалість |
| --- | ------------------------------------------------ | ----------------------------------------------------------------------------------------- | ------------------------------------------ | ---------- |
| 1.  | «Radioactive Introduction»                       | М. Ета, В. Вашингтон                                                                      | WillPower                                  | 2:57       |
| 2.  | «Get Away» (з участю Shawty Fatt та Mystikal)    | М. Ета, Д. Барнс, Дж. Гортон, М. Гортон, С. Отіс                                          | Phonix Beats                               | 3:23       |
| 3.  | «Let's Roll» (з участю Kid Rock)                 | М. Ета, Д. Сіммонс, Д. Джордан, Дж. Бойд, Дж. Ґіаннос                                     | The Audibles, Mr. Pyro; Eminem (співпрод.) | 3:54       |
| 4.  | «Hard White (Up in the Club)» (з участю Lil Jon) | М. Ета, А. Картаґена, Дж. Сміт, Л. Ґрант, М. Джексон                                      | Tha Hydrox                                 | 3:23       |
| 5.  | «Growin' Up in the Gutter» (з участю Rittz)      | М. Ета, Дж. Маккаллом, В. Вашингтон                                                       | WillPower                                  | 3:40       |
| 6.  | «Throw It Up» (з участю Gangsta Boo та Eminem)   | М. Ета, М. Метерс, Л. Мітчелл, В. Вашингтон                                               | WillPower, Eminem                          | 4:12       |
| 7.  | «Good Girl» (з участю Poo Bear)                  | М. Ета, К. Сіллс, Д. Джордан, Дж. Бойд, Дж. Ґіаннос, К. Претер                            | The Audibles; Poo Bear (співпрод.)         | 4:24       |
| 8.  | «Made in the U.S.A» (з участю Прісцилла Ренеа)   | М. Ета, К. Двайт, Е. Кіріаку, П. Гемілтон                                                 | Emanuel Kiriakou; Blaqsmurph (співпрод.)   | 3:28       |
| 9.  | «Animal» (з участю Фіфі Добсон)                  | М. Ета, А. Борґер, Т. Пентз, Ф. Добсон, Н. Брукс                                          | Diplo, Borgore                             | 3:42       |
| 10. | «The Hardest Love Song in the World»             | М. Ета, Б. Міллер, Дж. Бойд, К. Претер, В. Вашингтон                                      | WillPower                                  | 2:59       |
| 11. | «Write Your Name» (з участю Mona Moua)           | М. Ета, К. Нваґбара, Е. Ортіз, К. Кроу, К. Бартоломей, Г. Ціхумський, Р. Гаррелл, В. Сміт | J.U.S.T.I.C.E. League                      | 3:44       |
| 12. | «Everything I Love the Most»                     | М. Ета, Дж. Бойд, В. Джоел, В. Вашингтон                                                  | WillPower; Eminem (дод. прод.)             | 4:05       |
| 13. | «Radio»                                          | М. Ета, Д. Морріс, І. Дебоні, Дж. Шеффер, М. М'юл                                         | Джим Джонсін                               | 5:32       |
| 14. | «Slumerican Shitizen» (з участю Killer Mike)     | М. Ета, Б. Паркс, М. Рендер, В. Вашингтон                                                 | WillPower                                  | 3:36       |
| 15. | «The Last Song»                                  | М. Ета, В. Вашингтон                                                                      | WillPower                                  | 3:41       |

| Делюкс-видання для Best Buy | Делюкс-видання для Best Buy | Делюкс-видання для Best Buy                              | Делюкс-видання для Best Buy                       | Делюкс-видання для Best Buy |
| #                           | Назва                       | Автор                                                    | Продюсер(и)                                       | Тривалість                  |
| --------------------------- | --------------------------- | -------------------------------------------------------- | ------------------------------------------------- | --------------------------- |
| 16.                         | «Whip It»                   | М. Ета, Д. Джордан, Дж. Ґіаннос                          | The Audibles                                      | 4:04                        |
| 17.                         | «I See You»                 | М. Ета, В. Вашингтон, Д. Джордан, Дж. Ґіаннос, С. Сірота | WillPower, The Audibles; Sasha Sirota (співпрод.) | 3:54                        |
| 18.                         | «In This World»             | М. Ета, В. Вашингтон, М. Метерс                          | WillPower; Eminem (співпрод.)                     | 4:03                        |

Примітки
- Додатковий вокал на «The Hardest Love Song in the World»: Джейсон Бойд.
- Додатковий вокал на «Radio»: Денні Морріс.
- Барабани на «Slumerican Shitizen»: Тревіс Баркер.
- Бек-вокал на «In This World»: Eminem.

Семпли
- «Get Away» — «Strawberry Letter 23» у вик. The Brothers Johnson.
- «The Hardest Love Song in the World» — «Always Together» у вик. The Dells.
- «Everything I Love the Most» — «The Stranger» у вик. Біллі Джоела.
- «In This World» — «Is There Any Love» у вик. Тревора Денді.

## Чартові позиції
| Чарт (2011)               | Найвища позиція |
| ------------------------- | --------------- |
| UK R&B Album Charts       | 20              |
| США                       | 27              |
| US Rap Albums             | 4               |
| US Top R&B/Hip-Hop Albums | 6               |
| Швейцарія                 | 91              |

## Учасники
- Eminem — виконавчий продюсер, зведення
- Кеван «KP» Претер — виконавчий співпродюсер, A&R
- Рей Альба — аґент з паблісіті
- Метт Барретт, Девід Керміол — гітара
- Blaqsmurph — барабани, програмування клавішних, фортепіано
- Гершел Бун, Мона Муа, Ніккія Брукс — бек-вокал
- Borgore — програмування
- Леслі Бретвейт, Роберт Маркс — зведення
- Тайлер Клінтон — обкладинка
- Реґіна Давенпорт — A&R, управління операціями
- Арчі Девіс, Ріґґс Моралес — A&R
- Крістіан ДеЛано, Ніколас Марзука, Трістан Макклейн, Майк Вілсон, Джейсон Вілкі, Ел Саттон — звукорежисери
- Лайонел Делай — фотограф
- Бен Дайделот — бас-гітара
- Diplo, J.U.S.T.I.C.E. League — програмування
- Сенека Досс — цифровий маркетинг
- Finatik — перкусія, програмування
- Джеремі «J Dot» Джонс, Кортні Сіллс — менеджмент
- Браян «Big Bass» Ґарднер, Дейв Катч — мастеринг
- Джиммі Ґіаннос — програмування ударних
- Меттью Гейс, Майкл Стрендж — звукорежисер, зведення
- Метт Габер, Ірвін Джонсон, Джо Стрендж, Джейсон Вілсон, Ерік Вівер, Маззі Соліс, Майкл Претт — асистенти звукорежисера
- Джим Джонсін — програмування, перкусія
- Домінік Джордан — програмування ударних, клавішні
- Емануель Кіріаку — бас-гітара, барабани, звукорежисер
- Марк Лабель — координатор проекту
- Денні Морріс, Луїс Ресто — клавішні
- Браян Нельсон — акварель з обкладинки
- Phonix Beats — звукорежисер, програмування
- Саша Сірота — бас-гітара, гітара, барабани, звукорежисер
- Tha Hydrox — інструменти, програмування
- WillPower — асистент звукорежисера, програмування, інструменти